# Daniel Véret
Daniel Véret, né le 18 novembre 1958, est un judoka français.

## Carrière
Il est vice-champion d'Europe junior des moins de 70 kg en 1976 à Łódź et sacré champion de France des moins de 71 kg en 1980 .